# Чёрных, Яков Антонович
Яков Антонович Чёрных (23 октября [5 ноября] 1907, Волчье, Волчанский сельсовет — 26 декабря 1983) — советский хозяйственный, государственный и политический деятель.

## Биография
Родился 23 октября (5 ноября) 1907 года в посёлке Волчье (ныне Елецкого района Орловской области). Член КПСС.
В 1931 году — председатель профсоюзного комитета шахты, в 1931—1932 годах — помощник управляющего рудоуправлением в городе Кривой Рог.
С 1931 года — на хозяйственной, общественной и политической работе. В марте 1936 года по мобилизации ЦК ВКП(б) командирован в Казахстан на «Прибалхашстрой». В 1931—1955 годах — заведующий Культурно-пропагандистским отделом Дзержинского районного комитета ЛКСМ Украины, заместитель председателя Дзержинского районного Совета ДОСААФ, инструктор, зав. ОРПО и ОРГИ Карагандинского областного комитета КП(б) Казахстана, 2-й секретарь Восточно-Казахстанского областного комитета КП(б) Казахстана, 2-й секретарь Западно-Казахстанского областного комитета КП(б) Казахстана, ответственный организатор ЦК КП(б) Казахстана, в строительных организациях Уральска.
В 1939 году — второй секретарь Организационного бюро ЦК КП(б) Казахстана по Восточно-Казахстанской области.
В октябре 1943 — феврале 1945 года — председатель Исполнительного комитета Восточно-Казахстанского областного Совета депутатов трудящихся.
Умер 26 декабря 1983 года.
Награждён орденом Трудового Красного Знамени (05.11.1940) «в связи с 20-летним юбилеем Казахской ССР, за достижения в развитии промышленности, сельского хозяйства, науки и искусства».